# Regering-Hasquin
De regering-Hasquin (13 juli 1999 - 19 juli 2004) was een Franse Gemeenschapsregering, onder leiding van Hervé Hasquin. De regering bestond uit de drie partijen: PRL (30 zetels), PS (28 zetels) en Ecolo (18 zetels). De regering volgde de regering-Onkelinx II op, na de verkiezingen van 13 juni 1999 en werd opgevolgd door de regering-Arena, die gevormd werd na de verkiezingen van 13 juni 2004.

## Samenstelling
De regering-Hasquin telde acht ministers: drie voor de PRL, drie voor de PS en twee voor Ecolo.
| Ambtsbekleder | Ambtsbekleder | Ambtsbekleder                | Functie en bevoegdheden       | Functie en bevoegdheden                                                                                            | Termijn                         | Partij |
| ------------- | ------------- | ---------------------------- | ----------------------------- | --- | ------------------------------- | ------ |
|               |               | Hervé Hasquin (1942)         | Minister-president / Minister | Internationale Relaties                                                                                            | 13 juli 1999 - 19 juli 2004     | PRL    |
|               |               | Robert Collignon (1943)      | Minister                      | Begroting, Cultuur en Sport (vanaf 1 januari 2001 ook Ambtenarenzaken en Jeugd)                                    | 13 juli 1999 - 4 april 2000     | PS     |
|               |               | Rudy Demotte (1963)          | Minister                      | Begroting, Cultuur en Sport (vanaf 1 januari 2001 ook Ambtenarenzaken en Jeugd)                                    | 4 april 2000 - 15 juli 2003     | PS     |
|               |               | Jean-Marc Nollet (1970)      | Minister                      | Kinderen, belast met Basisonderwijs, Opvang en Toevertrouwde Taken van het Geboorte- en Kinderbuerau               | 13 juli 1999 - 19 juli 2004     | Ecolo  |
|               |               | Pierre Hazette (1939)        | Minister                      | Secundair Onderwijs, Kunst en Letteren (vanaf 17 oktober 2000 de naam 'Secundair Onderwijs en Speciaal Onderwijs') | 13 juli 1999 - 19 juli 2004     | PRL    |
|               |               | Françoise Dupuis (1949)      | Minister                      | Hoger Onderwijs en Wetenschappelijk Onderzoek (vanaf 1 januari 2001 ook Onderwijs voor Sociale Actie)              | 13 juli 1999 - 19 juli 2004     | PS     |
|               |               | Corinne De Permentier (1960) | Minister                      | het Audiovisuele (vanaf 4 april 2000 de naam 'Kunst en Letteren')                                                  | 13 juli 1999 - 17 oktober 2000  | PRL    |
|               |               | Richard Miller (1954)        | Minister                      | het Audiovisuele (vanaf 4 april 2000 de naam 'Kunst en Letteren')                                                  | 17 oktober 2000 - 6 juni 2003   | PRL    |
|               |               | Daniel Ducarme (1954-2010)   | Minister                      | het Audiovisuele (vanaf 4 april 2000 de naam 'Kunst en Letteren')                                                  | 6 juni 2003 - 17 februari 2004  | PRL    |
|               |               | Olivier Chastel (1964)       | Minister                      | het Audiovisuele (vanaf 4 april 2000 de naam 'Kunst en Letteren')                                                  | 17 februari 2004 - 19 juli 2004 | PRL    |
|               |               | Yvan Ylieff (1941)           | Minister                      | Jeugd, Ambtenarenzaken en Onderwijs voor Sociale Promotie                                                          | 13 juli 1999 - 4 april 2000     | PS     |
|               |               | Willy Taminiaux (1939-2018)  | Minister                      | Jeugd, Ambtenarenzaken en Onderwijs voor Sociale Promotie                                                          | 4 april 2000 - 1 januari 2001   | PS     |
|               |               | Nicole Maréchal (1957)       | Minister                      | Jeugdzorg en Gezondheid                                                                                            | 13 juli 1999 - 19 juli 2004     | Ecolo  |
|               |               | Christian Dupont (1947)      | Minister                      | Cultuur, Sport, Ambtenarenzaken en Jeugd                                                                           | 15 juli 2003 - 19 juli 2004     | PS     |
|               |               | Michel Daerden (1949-2012)   | Minister                      | Begroting | 15 juli 2003 - 19 juli 2004     | PS     |

### Herschikkingen
- Op 4 april 2000 worden zowel Robert Collignon als Yvan Ylieff vervangen door respectievelijk Rudy Demotte en Willy Taminiaux. Ook luistert de bevoegdheid het Audiovisuele nu naar de naam Kunst en Letteren.
- Op 17 oktober 2000 wordt Corinne De Permentier vervangen door Richard Miller. Ook heten de bevoegdheden van Pierre Hazette nu Secundair Onderwijs en Speciaal Onderwijs.
- Willy Taminiaux neemt op 1 januari 2001 ontslag. Rudy Demotte wordt nu ook bevoegd voor Ambtenarenzaken en Jeugd, terwijl Françoise Dupuis er de bevoegdheid Onderwijs voor Sociale Actie bij krijgt.
- Op 6 juni 2003 wordt Richard Miller vervangen door Daniel Ducarme.
- Op 15 juli 2003 wordt Rudy Demotte vervangen door Christian Dupont, die de bevoegdheid Begroting overdraagt aan een nieuwe minister, Michel Daerden (PS).
- Op 17 februari 2004 wordt Daniel Ducarme vervangen door Olivier Chastel.

Moureaux I · 
Monfils · 
Moureaux II · 
Féaux · 
Anselme · 
Onkelinx I · 
Onkelinx II · 
Hasquin ·
Arena ·
Demotte I ·
Demotte II ·
Demotte III ·
Jeholet ·
Degryse